# يحمور سيبيري
يحمور سيبيري المعروف باسم الأيل سيبيريا الشرقية وهو نوع من اليحمور موجودة في شمال شرق آسيا بالإضافة إلى سيبيريا ومنغوليا وجدت في كازاخستان، وجبال تيَنشان، وشرق التبت، في شبه الجزيرة الكورية، وشمال شرق الصين. وبالإضافة إلى ذلك، فإنه قد أصبح من الحيوانات المستوطنة في إنكلترا فترة قصيرة في أوائل القرن 20 بمثابة فار من مدينة وبرن ولكنهم ماتوا من لا شيء.
- وقد عُدَّ اليحمور السيبيري مشتركا مع اليحمور أوروبي ولكنه يُعدّ الآن سلالة منفصلة وهو أكبر ارتفاعا من اليحمور الأوروبي ويزن نحو 59 كغ.
- يجتمع اليحمور السيبيري مع اليحمور الأوروبي في جبال القوقاز فالأول يحتل الشمال والثاني يحتل الجنوب وأسيا الصغرى وأجزاء من شمال إيران.
- يمكن لليحمور أن يقفز قفزة تبلغ 15 مترا.ويعيش نحو 8-12 سنة عمومًا، بأقصى قدر نحو 14-18 سنة.
- لليحمور السيبيري ضربان هما:

- Capreolus pygargus pygargus
-Capreolus pygargus tianshanicus